# Tadeusz Kantor
Tadeusz Kantor (6 de abril de 1915 - 8 de diciembre de 1990) fue un pintor, artista de assemblage, director de teatro, escenógrafo escritor, actor y teórico del arte polaco. Kantor es famoso por sus presentaciones teatrales revolucionarias tanto en Polonia como en el extranjero.
Su actitud artística se inspira en el constructivismo, el dadaísmo, la pintura informal y el surrealismo.

## Biografía
Nacido en Wielopole Skrzyńskie, Galitzia (entonces parte del Imperio austrohúngaro, hoy Polonia) , en el seno de una familia católica: Marian Kantor, su padre y Helena Berger, su madre. Vivió su infancia en una parroquia de Wielopole donde su tío abuelo era el cura (el padre Radoniewicz). Su padre marchó a combatir en la Primera Guerra Mundial y a su regreso, se estableció con otra mujer en la Alta Silesia. Tadeusz y el resto de la familia se mudaron a Tarnów con la muerte del padre Radoniewicz. Tadeusz se graduó de la Academia de Bellas Artes de Cracovia en 1939. Durante la ocupación nazi de Polonia, fundó el Teatro Independiente y ejerció como profesor de la Academia de Bellas Artes, así como de director de teatro experimental en Cracovia de 1942 a 1944.
Después de la guerra, se hizo conocido por su trabajo vanguardista en el diseño de escena, incluyendo el diseño para San Juan (1956) y Medida a medida (1956). Entre los cambios específicos al teatro tradicional se encuentran los escenarios extendidos hacia la audiencia y el uso de maniquíes como actores reales.

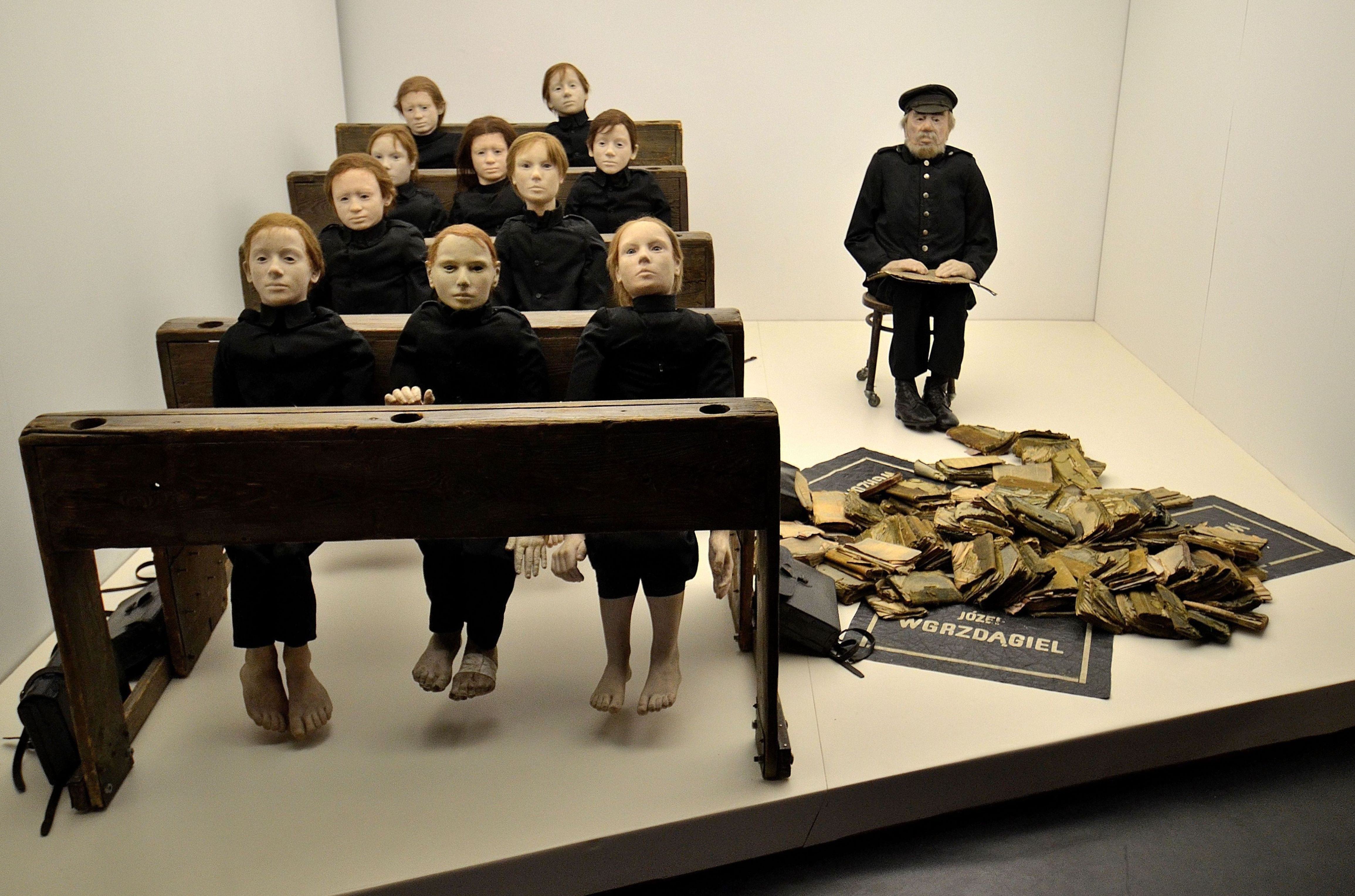
Escenografía y maniquís de La clase muerta, la obra magna de Tadeusz Kantor

## Trayectoria
Desencantado por la creciente institucionalización del vanguardismo, en 1955 formó un nuevo ensemble teatral con un grupo de artistas visuales: Cricot 2. En los años 1960, Cricot 2 realizó presentaciones en muchos teatros de Polonia y el extranjero, obteniendo reconocimiento por sus happenings en escena. Su interés estuvo centrado mayormente en el absurdismo y en el escritor y dramaturgo polaco Stanisław Ignacy Witkiewicz (también conocido como "Witkacy"). Las producciones teatrales de las obras de Witkacy La sepia (1953) y La gallina de agua (1969) fueron vistas como sus mayores logros durante esta época. Una representación de 1972 de La gallina de agua fue descrita como "el evento más comentado en el Festival de Edimburgo".
En los años 1970, La clase muerta (1975) fue la más famosa de sus piezas teatrales. En esta obra, el propio Kantor da vida a un maestro que preside una clase de personajes aparentemente muertos que son confrontados por maniquíes que representan a ellos mismos más jóvenes. Ya en los años 1950, Kantor había empezado a experimentar con la yuxtaposición de maniquíes y actores vivos.
Sus últimos trabajos en los años 1980 fueron reflexiones muy personales. Como en La clase muerta, algunas veces se representaría a sí mismo en escena. En los años 1990, su trabajo se hizo famoso en los Estados Unidos gracias a las presentaciones del Club de teatro experimental de Ellen Stewart.

## El teatro de la muerte
La clase muerta estrenada en 1975, fue la primera actuación en el escenario del teatro de la muerte. Kantor se adhirió a esta designación para todas sus obras siguientes. Después de La clase muerta, llegó Wielopole Wielopole (1980), Niech szczezną artyści (Dejad morir a los artistas; 1985), Nigdy tu już nie powrócę (Nunca volveré aquí; 1988) y Dziś są moje urodziny (Hoy es mi cumpleaños; 1991). Durante este tiempo, Kantor también hizo el llamado cricot, un intermedio entre el teatro de marionetas y el de actores: Gdzie są niegdysiejsze śniegi ('¿Dónde está la nieve del año pasado?), Ślub (La boda), Maszyna miłości in śmierci (Amar a la máquina muerta), Une très courte leçon (Una lección muy corta) y Ô douce nuit (Dulce noche).
Los principios detrás del teatro de la muerte significaron que la ilusión / ficción tiene un papel nuevo y más fuerte. Kantor se había decepcionado con los resultados de sus intentos de eliminar los límites entre el arte y la vida, y entre el escenario y el salón, en sus formas teatrales anteriores. Su nuevo punto de vista era que la realidad en el escenario debe tener su contraparte en la ilusión, lo importante era que la tensión dinámica entre la realidad y la ilusión permanecía y que ningún lado podía asumir el control. Se parecía a esta emoción de la visión del escenario cuando los actores han terminado con la representación del día: la decoración y el vestuario permanecen en la escena abandonada y muestran su pobre materialidad, mientras están rodeados por un aura misteriosa de magia teatral y dolor por la pérdida de la vida que acaba de llenarlos.
El teatro de la muerte fue en gran parte autobiográfico. En el escenario aparecieron las personas, recuerdos y sueños que fueron retratados desde la infancia y la juventud de Kantor, que el artista ahora optó por contar como realidad y no como ilusión. Lo concreto, lo físico en el escenario constituía un símbolo ambiguo (que se interpretaba en la imaginación del espectador), y el acto escénico y concreto fue un reflejo de las imágenes de la memoria del pasado.
Incluso antes, los maniquís habían aparecido en el teatro de Kantor, y ahora se convirtieron en una característica constante. Los maniquís eran una piedra angular entre los actores y las cosas: parecen vivos pero están muertos y, a menudo, tenía que representar solo recuerdos de los muertos. Una característica nueva e importante fue la amplia presencia de Kantor en el escenario. En el teatro de la muerte, actuó como un tipo de director o líder que hacía diferentes personajes y daba instrucciones a los actores, probablemente una forma de visualizar que lo que se mostraba en el escenario eran sus propias imágenes internas. Otra característica nueva fue que los actores a menudo se "congelaron" unos segundos en fotografías simuladas, como un símbolo de la imposibilidad de retener un mundo perdido.
El motivo básico en La clase muerta es que varias personas mayores regresan a la escuela de su infancia, que está representada por los bancos de la vieja escuela. Llevan maniquís reales que se representan como niños. Esto se intercala con fragmentos de texto y situaciones de textos de los tres grandes escritores polacos de entreguerras Witkacy, Witold Gombrowicz y Bruno Schulz.

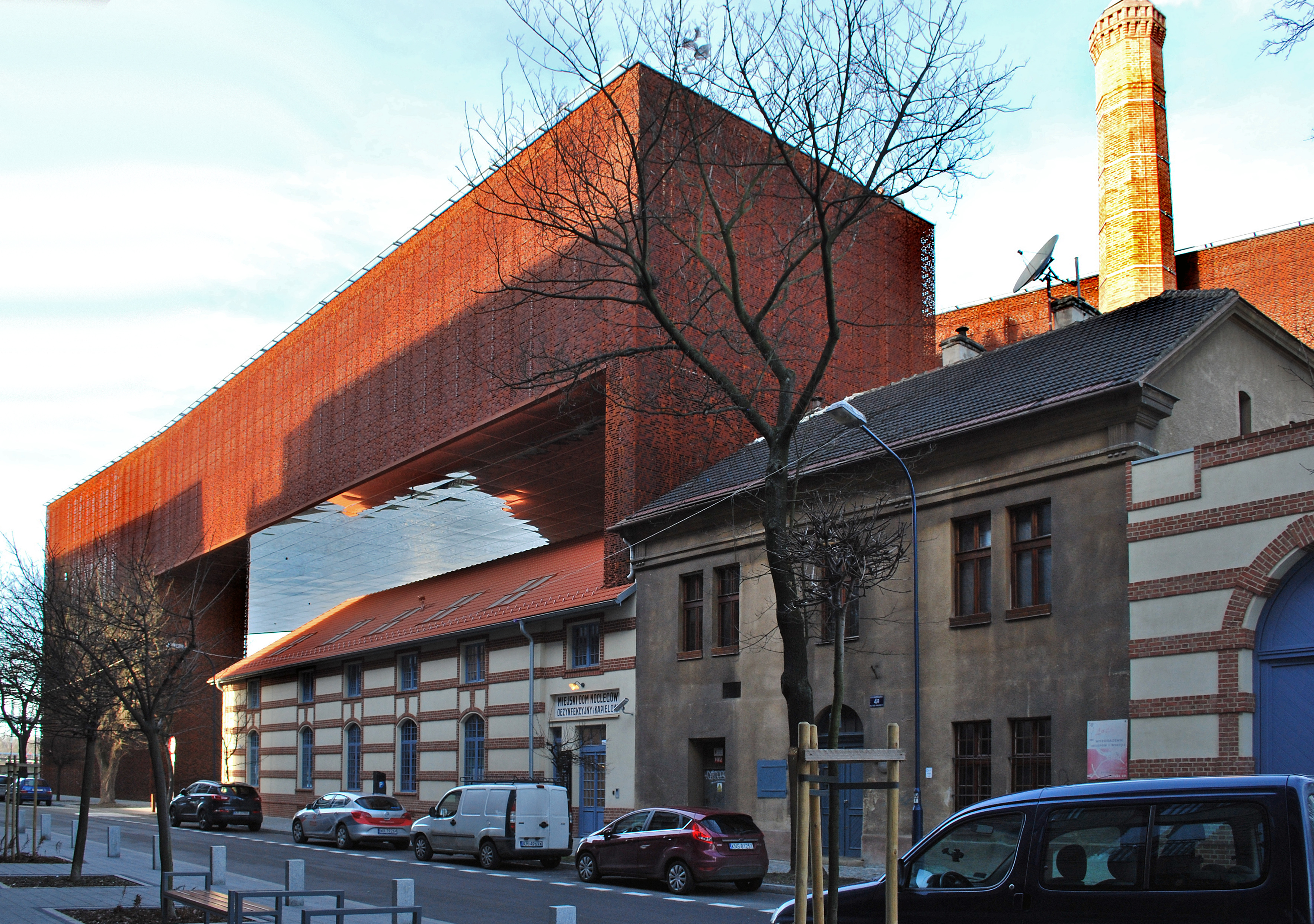
Cricoteka, Centro para la Documentación del Arte de Tadeusz Kantor; Archivo, biblioteca y espacio de exposición sobre la obra de Tadeusz Kantor.

Wielopole Wielopole lleva el nombre de la casa natal de Kantor y se ubica en una habitación de la infancia de Kantor, donde aparecen y desaparecen familiares y amigos muertos. Funerales, ejecuciones, soldados en marcha, escenas bíblicas y ceremonias religiosas judías son elementos recurrentes.
En Dejad morir a los artistas los recuerdos de varios períodos de la vida de Kantor continúan emergiendo, junto con artistas muertos de diferentes épocas y figuras de sus obras, así como un jinete apocalíptico en un esqueleto de caballo. A veces los actores actúan como bufones de mercado en números cómicos.
El título del siguiente set, Nunca volveré aquí, según una entrevista con Kantor, se refiere al hecho de que no quería regresar a la ciudad natal de Cracovia, donde su teatro fue peor recibido que en otros lugares. También en esta actuación, aparecen malabaristas de mercado, ahora en forma de figuras de los antiguos conjuntos de Teatr Cricot 2. Los bancos escolares también volverán, así como los motivos del regreso de Ulises, una de las actuaciones clandestinas del período de ocupación alemán. Una orquesta de cuerdas con ocho soldados nazis toca marchas militares y canciones judías. Al final, todo el conjunto está envuelto en tela negra, como un gigantesco fardo funerario. El propio Kantor es el último en abandonar la escena.

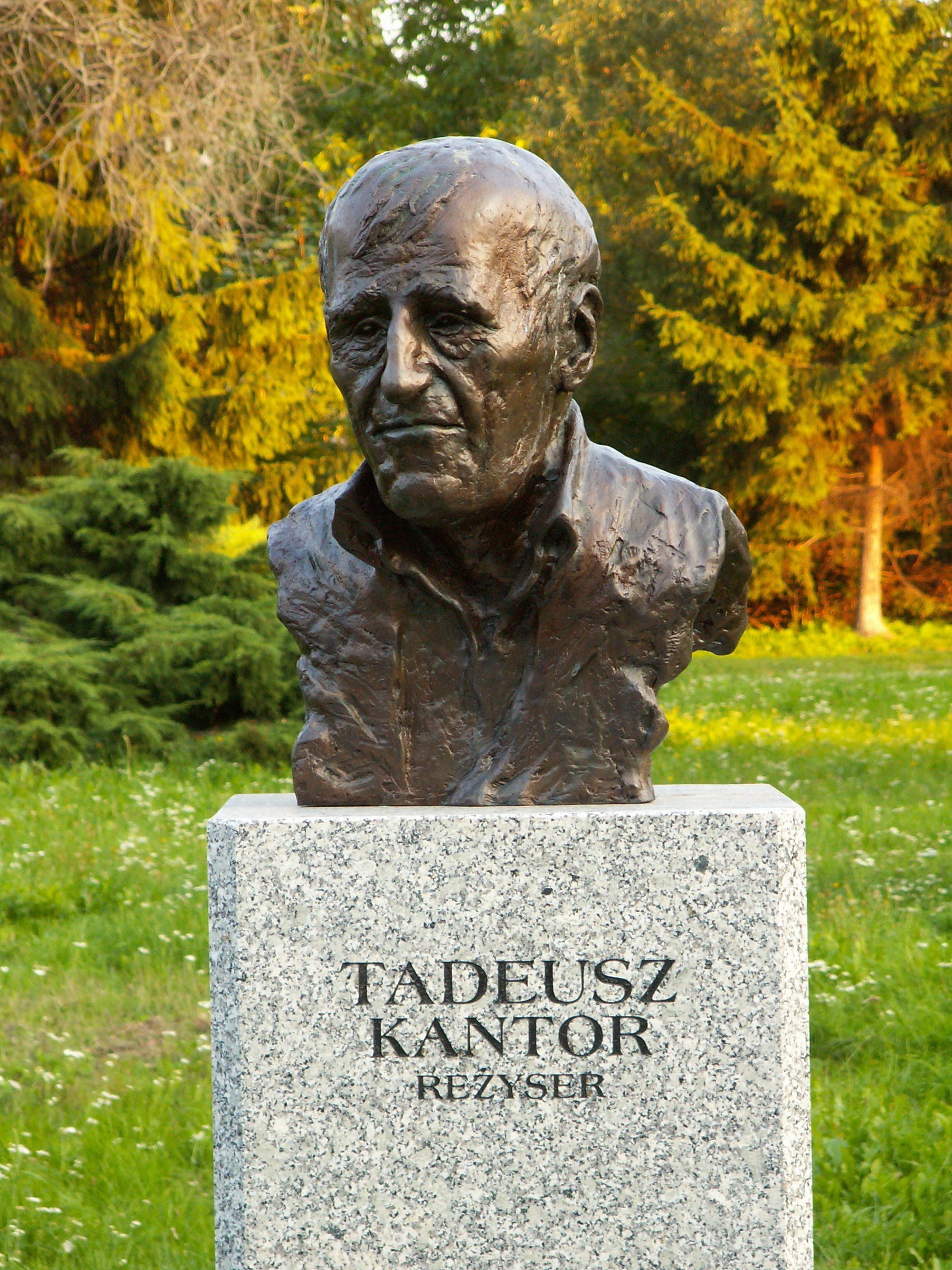
Tadeusz Kantor, busto conmemorativo.

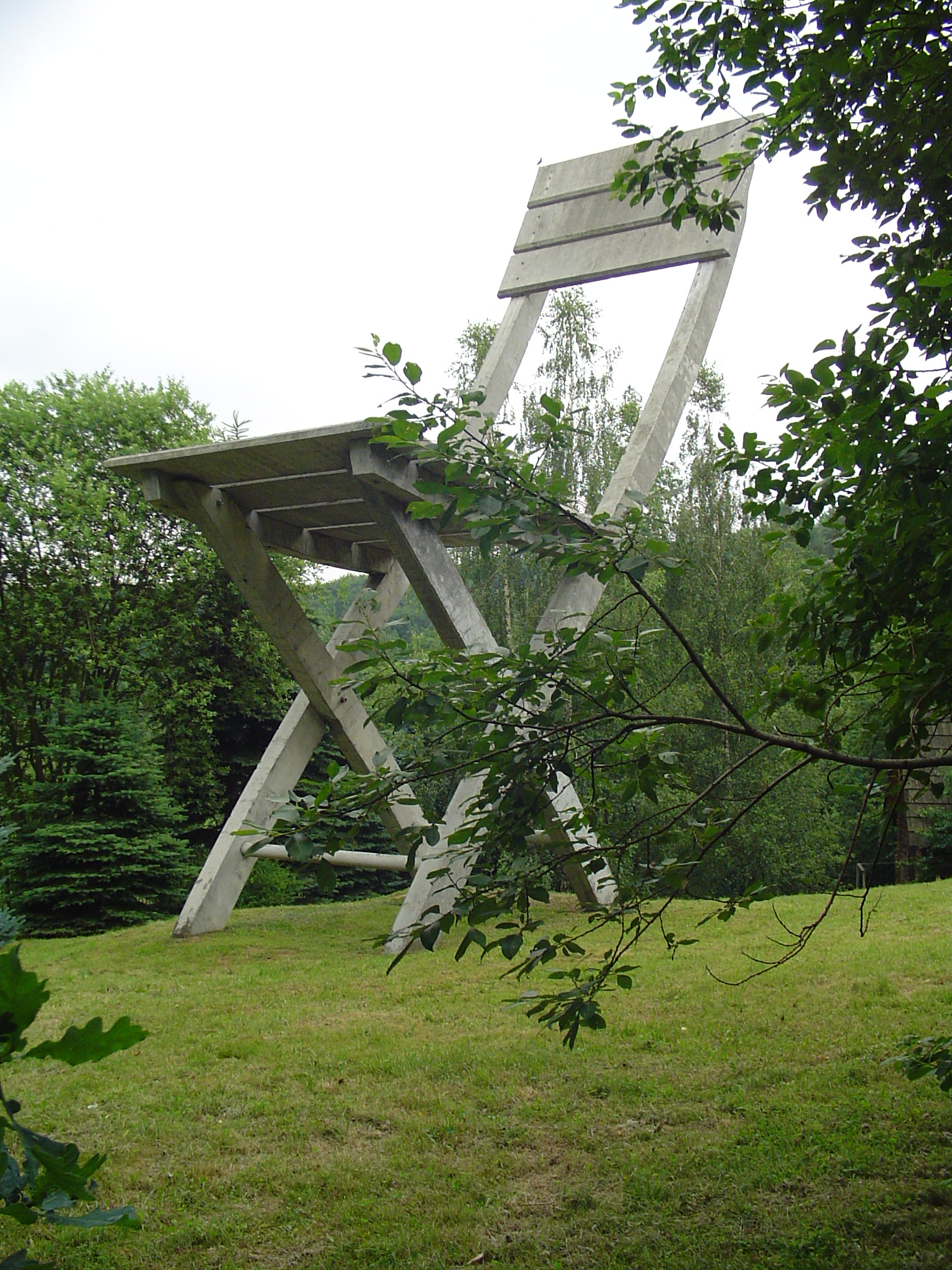
Krzeslo Kantora - Escultura en Hucisko

Kantor falleció unas semanas antes del estreno previsto de Hoy es mi cumpleaños, cuando el espectáculo aún no había recibido su forma final, pero los actores decidieron representarlo en una gira por Europa y Estados Unidos desde 1991 hasta el 92. Hoy es mi cumpleaños trascurre en el estudio de Kantor, donde una vez más las figuras de su infancia y la vida de los artistas vienen a visitarlo. Una característica parcialmente nueva son los oficiales de policía, los espías y los comisarios políticos de la era comunista, ya que el comunismo había caído recientemente y por primera vez Kantor pudo mostrar públicamente, lo que amenaza con apoderarse de la escena y penetrar en el propio Kantor. En lugar del director fallecido, su silla vacía está en escena con el cartel "Kantor" en el escenario, en una mesa con una taza de café y una foto de familia. En algunas escenas también se incluye su voz grabada. Una de las últimas escenas es sobre el funeral de Kantor, que indica que el propio director sabía que el final estaba cerca.
Desde 1992, ninguna de las obras de Kantor ha sido representada. El conjunto consideró que estaban demasiado íntimamente asociadas con su autor para funcionar sin él. La mayoría de los actores en Teatr Cricot 2 también firmaron un acuerdo conjunto para no actuar bajo el nombre de Cricot 2 en el futuro.

## Kantor como artista plástico
Las artes y el teatro estaban estrechamente relacionados con Kantor. La investigadora Krystyna Czerni ha declarado que era un pintor que pensó en imágenes y usó actores y accesorios en lugar de color. Él mismo ha dicho: "Es arte total. No se puede decir: aquí termina el teatro, aquí comienza la pintura. Porque eso es lo mismo para mí". También ha escrito muchos escritos teóricos sobre su visión del arte y el teatro, escritos publicados en polaco y en varios otros idiomas.

### Arte temprano
En los primeros años después de la guerra, su arte estaba cerca del surrealismo. A fines de la década de 1950, realizó pinturas en las que extendió el color sobre el lienzo para que se formaran patrones abstractos y dinámicos. Esta forma de pintar puede denominarse taquismo, pintura de acción, arte informal o expresionismo abstracto: direcciones artísticas de diferentes países con grandes similitudes. El propio Kantor prefería el término arte informal.
1963 fue un año importante en la práctica de Kantor, ya que luego comenzó a retirarse del arte informal y al mismo tiempo dejó de trabajar como diseñador de escenarios en teatros institucionales. En lugar de pintar, se dedicó a crear ensamblajes, embalajes y performances. Embalaje significa que algo o alguien, un ser humano o un objeto, fue colocado dentro de otra cosa como un sobre, bolsa, etc., o envuelto en mantas o paños. El packaging también apareció en sus sucesos y representaciones teatrales. En las artes visuales, a menudo se combinaban con el ensamblaje, en el sentido de que objetos, como sobres o paraguas, se pegaban al lienzo para que surgiera una imagen en relieve. Algunos artículos, como sombrillas y sillas, a menudo vuelven a su arte. Otra característica típica de Kantor son las citas o referencias a obras de arte clásicas de, por ejemplo de Velázquez y Goya.

### Performancesy sillas
Inspirado en el arte moderno estadounidense, Kantor introdujo el concepto de happening en Polonia. Por ejemplo, en un puerto marítimo, un hombre estaba parado "guiando las olas" desde un atril de director en el agua en una popular playa turística, mientras que varios espectadores fueron invitados a tratar de reconstruir la pintura de Géricault de La balsa de Medusa en forma de una escultura viviente. En La carta (1968), un sobre de catorce metros de largo fue transportado por siete carteros a través de las calles de Varsovia.
Otro interés eran las sillas. Una pila de sillas plegables desempeñó un papel destacado en una de sus representaciones teatrales, e hizo dibujos para una escultura de varios metros de altura en forma de una silla elevada que se colocaría en el entorno urbano. El primero fue construido en madera en 1971 frente al museo Henie-Onstad Art Center cerca de Oslo en Noruega. Pero la escultura fue rápidamente destruida por el clima y el viento y tuvo que ser retirada.Hoy en día, hay dos de las esculturas de la silla de Kantor en la realidad, una en la casa de verano de Kantor en el pueblo de Hucisko, en las afueras de Cracovia y otra en Wrocław.
Durante los años más exitosos del Teatr Cricot 2, Kantor no dedicó mucho tiempo a la pintura, pero regresó a esta forma de arte durante sus últimos años de vida en una serie de pinturas con el título común de Dalej już nic ("Nada más"). El motivo era a menudo una o más figuras humanas deformadas en posturas teatrales que recuerdan a las figuras de las pinturas de Goya y Velázquez.

## Museos Kantor
Durante muchos años no hubo un verdadero museo del arte y teatro de Kantor. Sin embargo, había una pequeña sala en el centro de Cracovia, Cricoteka, que servía de archivo, biblioteca y espacio de exposición. En 2014, se inauguró el nuevo edificio de Cricoteka, con grandes áreas de exposición y auditorio. Además de las exposiciones sobre las actividades de Kantor, el arte contemporáneo y la performance también se muestran aquí en el espíritu de Kantor. Cricoteka también incluye el hogar y el estudio combinados de Kantor en el centro de Cracovia, que está abierto a los visitantes.
En la casa de la infancia del artista, la vicaría de Wielopole Skrzyńskie, hay un pequeño museo con recuerdos de su educación.
En la casa de verano de Kantor en Hucisko, en las afueras de Cracovia, diseñada por él mismo, hay una colección de su arte y el de su esposa Maria Stangrets, así como una de sus dos esculturas realizadas en sillas. La casa sirve como residencia para artistas visitantes, pero a veces también está abierta al público.

## Manifiestos y obras importantes
- Teatro Independiente Clandestino (1942-1944): El regreso de Ulises, de Wyspianski Balladyna, de J. Slowacki
- Teatro Cricot 2 (1955 ) La Sepia de Witkiewicz
- Teatro autónomo (1956)
- Teatro informal (1961) En la pequeña finca, de Witkiewicz
- Teatro cero (1963) El loco y la monja, de Witkiewicz
- Teatro Happening (1965) Distintos "Cricotages"
- Teatro Imposible (1969) La gallina de agua, de Witkiewicz
- Teatro de muerte (1975) La clase muerta, Wielopole, Wielopole , Que revienten los artistas, Nunca debo retornar, Hoy es mi cumpleaños

## Producciones con Cricot 2
- La sepia, obra de Witkiewicz (1956)
- En la pequeña finca, obra de Witkiewicz (1961)
- El loco y la monja, obra de Witkiewicz(1963)
- La gallina de agua, obra de Witkiewicz (1965)
- Dandis y antiguallas, obra de Witkiewicz (Nadobnisie i koczkodany, 1973)
- La clase muerta, basada en Tumor Mózgowicz de Witkiewicz(1975)
- Wielopole, Wielopole (1981)
- Que revienten los artistas (Niech sczezną artyści,1985)
- Nunca debo retornar (1989)
- Hoy es mi cumpleaños (1990)

## Publicaciones de Tadeusz Kantor
- «I. El teatro de la muerte, 1975», «Wielopole, Wielopole» [en:] Primer Acto, n.º 192, Madrid 1981, pp. 12-17; pp. 19-30.
- El Teatro de la Muerte, ed. Denis Bablet, Ediciones de la Flor, Buenos Aires 1984.
- «¡Que revienten los artistas! Escritos de Tadeusz Kantor» [en:] El Público. Cuadernos, n.º 11, Madrid 1986, pp. 40-54.
- El Teatro de la Muerte, selección y ed. Denis Bablet, Ediciones de la Flor, Buenos Aires 1987.
- Salvar de l’oblid, traducción catalana de Josep María de Sagarra Àngel, [en:] Diari de Barcelona, Barcelona 5/2/1989.
- El pop: Projecte de muntatge, traducción catalana de Josep María de Sagarra Àngel, [en:] Stanisław Ignacy Witkiewicz, El pop o la visió hyrcanesa del món, ed.: Institut del Teatre de la Diputació de Barcelona, «Biblioteca Teatral», n.º 79, Barcelona 1992.
- «Yo real», traducción de Jan Zych y Maria Sten, [en:] La Jornada (Jornada Semanal), n.º 144, México 15/3/1992.
- «Sobre la necesidad de la libertad», traducción Krystyna Ligura y Cristina Mágica, [en:] Plural, n.º 266, México 11/1993.
- «La memoria como proceso de creación», [en:] La escena de la memoria, ed.: Fundació Caixa de Catalunya/Fundación Arte y Tecnología, Barcelona/Madrid 1997.